# 菲利普维尔区
菲利普維爾區（法語：Arrondissement de Philippeville）是比利時那慕爾省的一个区。該區轄有7個市鎮，面積908.74平方公里，2020年1月1日人口為66264人。

## 市鎮
菲利普維爾區下轄以下市鎮：
- 塞尔方丹（Cerfontaine）
- 库万（Couvin）
- 杜瓦什（Doische）
- 弗洛雷讷（Florennes）
- 菲利普维尔（Philippeville）
- 維魯萬瓦勒（Viroinval）
- 瓦尔库尔（Walcourt）